# Grand Prix FINA de plongeon 2012
Navigation
Édition 2011 Édition 2013
L'édition 2012 du Grand Prix FINA de plongeon, se dispute durant les mois de février et juin et comporte six étapes.

## Les étapes
| Date             | Lieu            |
| ---------------- | --------------- |
| 10 au 12 février | Rostock         |
| 3 au 6 mai       | Montréal        |
| 10 au 13 mai     | Fort Lauderdale |
| 15 au 17 juin    | Madrid          |
| 22 au 24 juin    | Bolzano         |

## Classement

### Hommes
| Place | Nom                   | Nationalité | Point |
| ----- | --------------------- | ----------- | ----- |
| 1     | Javier Illana         | Espagne     | 55    |
| 2     | Ethan Warren          | Australie   | 53    |
| 3     | François Imbeau-Dulac | Canada      | 46    |
| 4     | Reuben Ross           | Canada      | 45    |
| 5     | Daniel Islas          | Mexique     | 37    |

| Place | Nom              | Nationalité | Point |
| ----- | ---------------- | ----------- | ----- |
| 1     | Aisen Chen       | Chine       | 40    |
| 1     | Jian Yang        | Chine       | 40    |
| 3     | Jeinkler Aguirre | Cuba        | 34    |
| 4     | Riley McCormick  | Canada      | 32    |
| 4     | Ivan Garcia      | Mexique     | 32    |

| Place | Pays       | Point |
| ----- | ---------- | ----- |
| 1     | Chine      | 48    |
| 2     | Mexique    | 45    |
| 3     | Malaisie   | 36    |
| 4     | États-Unis | 33    |
| 4     | France     | 33    |

| Place | Pays       | Point |
| ----- | ---------- | ----- |
| 1     | Chine      | 64    |
| 2     | Mexique    | 54    |
| 3     | Suède      | 48    |
| 4     | États-Unis | 38    |
| 5     | Cuba       | 36    |

### Femmes
| Place | Nom               | Nationalité | Point |
| ----- | ----------------- | ----------- | ----- |
| 1     | Wang Han          | Chine       | 78    |
| 2     | Liu Jiao          | Chine       | 59    |
| 3     | Sharleen Stratton | Australie   | 54    |
| 4     | Anna Lindberg     | Suède       | 48    |
| 5     | Pamela Ware       | Canada      | 38    |

| Place | Nom             | Nationalité | Point |
| ----- | --------------- | ----------- | ----- |
| 1     | Liu Huixia      | Chine       | 56    |
| 2     | Yajie Si        | Chine       | 54    |
| 3     | Melissa Wu      | Australie   | 47    |
| 4     | Brittany Broben | Australie   | 43    |
| 5     | Roseline Filion | Canada      | 27    |
| 5     | Rachel Kemp     | Canada      | 27    |

| Place | Pays       | Point |
| ----- | ---------- | ----- |
| 1     | Chine      | 70    |
| 2     | Australie  | 58    |
| 2     | Canada     | 58    |
| 4     | Ukraine    | 42    |
| 5     | États-Unis | 34    |

| Place | Pays       | Point |
| ----- | ---------- | ----- |
| 1     | Chine      | 72    |
| 2     | Australie  | 60    |
| 3     | Canada     | 58    |
| 4     | États-Unis | 36    |
| 5     | Mexique    | 34    |

## Vainqueurs par épreuve
| Étapes          | Hommes              | Hommes            | Hommes      | Hommes       |                | Femmes           | Femmes      | Femmes       | Femmes |
| Étapes          | Tremplin 3 m        | Haut vol 10 m     | Synchro 3 m | Synchro 10 m | Tremplin 3 m   | Haut vol 10 m    | Synchro 3 m | Synchro 10 m |        |
| Rostock         | Ethan Warren        | Chen Aisen        | Allemagne   | Allemagne    | Jennifer Abel  | Wu Ping Sheng    | Chine       | Chine        |        |
| Montréal        | Ethan Warren        | Andres Villarreal | Malaisie    | Canada       | Anna Lindberg  | Pandelela Rinong | Cuba        | Canada       |        |
| Fort Lauderdale | Christopher Colwill | Luxin Zhou        | Malaisie    | Chine        | Wang Han       | Si Yajie         | Chine       | Chine        |        |
| Madrid          | Peng Jianfeng       | Chen Aisen        | Chine       | Cuba         | Wang Han       | Si Yajie         | Chine       | Chine        |        |
| Bolzano         | Sho Sakai           | Yang Jian         | Chine       | Chine        | Tania Cagnotto | Liu Huixia       | Italie      | Chine        |        |